# Асаналиев, Усенгазы Асаналиевич
Усенгазы Асаналиевич Асаналиев (1934—1996) — советский геолог, академик АН Киргизии, лауреат Государственной премии СССР. Член КПСС в 1966—1991 гг.

## Биография
Родился 15.10.1934 в селе Шалба (Тилекмат) Джеты-Огузовского района (ныне — Иссык-Кульская область) Киргизской ССР в семье колхозника.
Окончил Исыккульскую среднюю школу (1952), Фрунзенский политехнический институт — горно-геологический факультет по специальности геология и разведка полезных ископаемых (1957) и аспирантуру Института геологии АН Киргизской ССР (1958—1961).
В 1957—1958 гг. старший коллектор Экичатской геологоразведочной партии.
С 1961 года младший и старший научный сотрудник, с 1972 года руководитель литологической лаборатории Института геологии.
Диссертации:
- Литология и некоторые вопросы рудоносности средне- и верхнедевонских отложений Сумсар-Бозбутооского района (южный склон Чаткальского хребта) : диссертация … кандидата геолого-минералогических наук : 04.00.00. — Фрунзе, 1962. — 543 с. : ил. + Прил. (15 отд. с. ил. и карт в папке.; 45 х 50 см).
- Литологические особенности формирования и размещения стратиформного свинцово-цинкового оруденения среднего палеозоя Срединного Тянь-Шаня : диссертация … : доктора геолого-минералогических наук : 04.00.00. — Фрунзе, 1968. — 733 с. : ил. + Прил. (164 с. : ил.).

Доктор геолого-минералогических наук (1971). В 1979 году утверждён в учёном звании профессора.
С 1974 года проректор по научной работе Фрунзенского политехнического института, одновременно с 1984 по 1992 год заведовал
кафедрой полезных ископаемых.
С 1993 года ректор Кыргызского горно-металлургического института.
Учёный в области геологии и генезиса стратиформных месторождений цветных, редких и благородных металлов в осадочных и вулканогенно-осадочных формациях.
Член-корреспондент АН Киргизской ССР (1979). Академик НАН КР (1993). Заслуженный деятель науки Киргизской ССР (1991).
Государственная премия СССР в области науки и техники 1986 года — за цикл работ «Стратиформные месторождения цветных металлов, их минеральные ресурсы и генезис».
Государственная премия Киргизии 1995 года.
Сочинения:
- Литология и рудоносность девонских и нижнекаменноугольных отложений срединного Тянь-Шаня [Текст] / Под ред. акад. В. М. Попова; АН КиргССР. Ин-т геологии. Сектор литологии и осадочного рудообразования. — Фрунзе : Илим, 1974. — 236 с., 1 л. табл. : ил.; 22 см.
- Месторождения цветных и редких металлов в карбонатных формациях / Усенгазы Асаналиев, В. В. Попов, И. Д. Турдукеев. — Москва : Недра, 1988. — 217 с. : табл., фиг.

Умер в сентябре 1996 года. Его именем названа улица в Бишкеке (бывшая Некрасова).